# Stefano Dupin
Stefano Dupin (... – 1350) è stato un patriarca cattolico italiano.
Fu nominato patriarca latino di Costantinopoli il 6 marzo 1346; il 16 ottobre dello stesso anno venne nominato arcivescovo di Benevento. Il suo episcopato durò fino al 1350, anno probabile della sua morte.